# Rubcowo (rejon wołogodzki)
Rubcowo (ros. Рубцово) – wieś w Rosji, w rejonie wołogodzkim obwodu wołogodzkiego. W 2010 r. liczyła 251 mieszkańców.